# Momonia marciae
Momonia marciae är en kvalsterart som beskrevs av Halbert 1906. Momonia marciae ingår i släktet Momonia och familjen Momoniidae. Inga underarter finns listade i Catalogue of Life.